# Anemone demissa
Anemone demissa là một loài thực vật có hoa trong họ Mao lương. Loài này được Hook.f. & Thomson mô tả khoa học đầu tiên năm 1855.